# Maciste contro il vampiro
Maciste contro il vampiro é um filme peplum italiano de 1961 dirigido por Sergio Corbucci e Giacomo Gentilomo .

## Trama
Situado no mundo antigo, este filme segue um homem poderoso e musculoso que luta contra um vampiro e seus servos, que vão de aldeia em aldeia capturando escravos e atacando mulheres.

## Elenco
- Gordon Scott : Maciste
- Gianna Maria Canale : Astra
- Jacques Sernas : Kurtick
- Leonora Ruffo : Guja
- Annabella Incontrera : Magda
- Mário Feliciani : Omar

## Produção
Tanto Giacomo Gentilomo quanto Sergio Corbucci são creditados como diretores do filme.  Barry Atkinson, no entanto, afirmo que a contribuição de Corbucci para o filme foi mínima. 

## Lançamento
Maciste contro il vampiro foi lançado nos cinemas na Itália em 21 de agosto de 1961.   Foi lançado nos cinemas nos Estados Unidos como Goliath and the Vampires em abril de 1964.  A American International Television lançou o filme para a televisão como parte de seu pacote Young Adult Theatre de 1968 como The Vampires . 

## Recepção
Em uma crítica contemporânea, o Monthly Film Bulletin afirmou que o filme era uma "mistura de espetáculo lindamente decorado e sobrenatural" com "edição de primeira linha".  Porém, o texto afirma também que o crítico "sentiu falta das mãos certeiras de um Bava ou um Cottafavi; e parece provável que o impulso intermitente e o suspense do filme possam ser atribuídos com mais segurança a Corbucci do que a seu co-diretor, Giacomo Gentilomo"  A resenha da Variety declarou que "mesmo os devotos mais fervorosos desses espasmos musculares simplórios e exagerados da Itália parecem estar desencantados com este trabalho mais recente".  A crítica considerou o filme "ridiculamente mal escrito e executado de maneira grosseira" e que a atuação de Gordon Scott foi pouco sutil. 
Em uma análise retrospectiva, Howard Hughes escreveu em seu livro sobre cinema italiano que o desempenho de Gordon Scott estava "acima da média" em comparação com outros filmes de gênero desta época.  Em seu livro sobre filmes pepla da Itália, Roy Kinnard e Tony Crnkovich observaram que o design de produção do filme de Kosta Krivokapic e Gianni Polidori foi auxiliado pela cinematografia de Alvaro Mancori, que foi descrita como "impressionante" e que o filme é uma boa introdução ao gênero  A crítica também lamentou que “a maioria das cópias disponíveis tem cores desbotadas”.  Em seu livro sobre os pebla italianos, Barry Atkinson também elogiou a cenografia e a cinematografia como "uma mistura artística de fantasia assustadora e goticismo". 